# Aladena Fratianno
Aladena James (Jimmy) Fratianno (Napels, 14 november 1914 - 30 juni 1993) was een Amerikaans maffioso van Italiaanse afkomst. Hij kreeg de bijnaam Jimmy the weasel.
Fratianno was lid van de Los Angeles-maffiafamilie. Hij heeft onder anderen Frank Borgia vermoord. Later werd hij FBI-informant; daardoor kwam hij in het Federal Witness Protection Programme, een vorm van getuigenbescherming. Waar hij na een aantal jaren uit werd gezet omdat hij zich niet aan de regels hield.
Fratianno schreef twee boeken: The Last Mafioso: The Treacherous World of Jimmy Fratianno (een autobiografie) en Vengeance is Mine .
Fratianno stierf halverwege 1993 op 78-jarige leeftijd aan de ziekte van Alzheimer.